# П'єр Жмаєль
П'єр Амін Жмаєль (араб. بيار الجميّل; 6 листопада 1905, Бікфая — 29 серпня 1984, Бікфая) — ліванський християнський політик і державний діяч, голова сімейного клану Жмаєль. Католик-мароніт, засновник і незмінний лідер правохристиянської партії «Катаїб» («Ліванські фаланги»). Один з лідерів християнської громади Лівану. Неодноразово займав різні міністерські пости. Активний учасник ліванської громадянської війни. Батько президентів Лівану Башира Жмаєля і Аміна Жмаєля, дід відомих ліванських політиків П'єра Аміна Жмаєля, Самі Жмаєля, Надіма Жмаєля, Фуада Абу Надера.
Походив зі стародавнього роду маронітських шейхів, сам володів цим титулом. Амін Башир Жмаєль, батько П'єра Жмаєля (прозваний «Абу-Алі»), був відомий як християнський політичний активіст. Восени 1914 він змушений був тікати з Лівану до Єгипту, оскільки був противником Османської імперії і був засуджений османською владою до страти. Разом з батьком і дядьком П'єр проживав в Ель-Мансурі.
Повернутися на батьківщину сім'я змогла лише в кінці 1918 року, після закінчення Першої світової війни. Середню освіту П'єр Жмаєль отримав в єзуїтському коледжі. Потім закінчив медичний факультет Університету Святого Йосипа. Займався фармацевтичним бізнесом, володів аптеками в Бейруті і Хайфі.
Після проголошення незалежності Лівану 22 листопада 1943 р. П'єр Жмаєль швидко висунувся в перший ряд ліванських політиків. Він був активним противником Насера, панарабізму і сирійського впливу в Лівані. Під час ліванської кризи 1958 Жмаєль підтримав введення американських військ. Був включений до складу сформованого уряду національної єдності.
З 1960 року незмінно обирався до ліванського парламенту від партії Катаїб. Обіймав посади міністра охорони здоров'я (1958–1960), міністра громадських робіт (1960, 1970), міністра фінансів (1960–1961, 1968), міністра внутрішніх справ (1966, 1968–1969), міністра туризму (1968–1969). На цих постах Жмаєль ініціював 440 інфраструктурних проектів і нове соціально-трудове законодавство. Двічі — в 1964 і 1970 — балотувався в президенти Лівану, але обраний не був.